# Етрабон
Етрабон (фр. Etrabonne) насеље је и општина у источној Француској у региону Франш-Конте, у департману Ду која припада префектури Безансон.
По подацима из 2011. године у општини је живело 194 становника, а густина насељености је износила 35,14 становника/km². Општина се простире на површини од 5,52 km². Налази се на средњој надморској висини од 326 метара (максималној 340 m, а минималној 234 m).

## Демографија
| 1962. | 1968. | 1975. | 1982. | 1990. | 1999. | 2011. |
| ----- | ----- | ----- | ----- | ----- | ----- | ----- |
| 79    | 92    | 91    | 101   | 101   | 111   | 194   |

График промене броја становника у току последњих година